# Hardline
Hardline é uma banda americana de hard rock formada em 1991 pelos irmãos Johnny Gioeli e Joey Gioeli. A banda é formada por cinco membros: Johnny Gioeli, Joey Gioeli, Neal Schon, Todd Jensen e Deen Castronovo. O álbum mais recente da banda é Human Nature, lançado em 2016. Joey Gioeli não aparecia em um álbum do Hardline desde "II" de 2002. Johnny Gioeli permanece como o único membro original da banda desde 2012.

## História

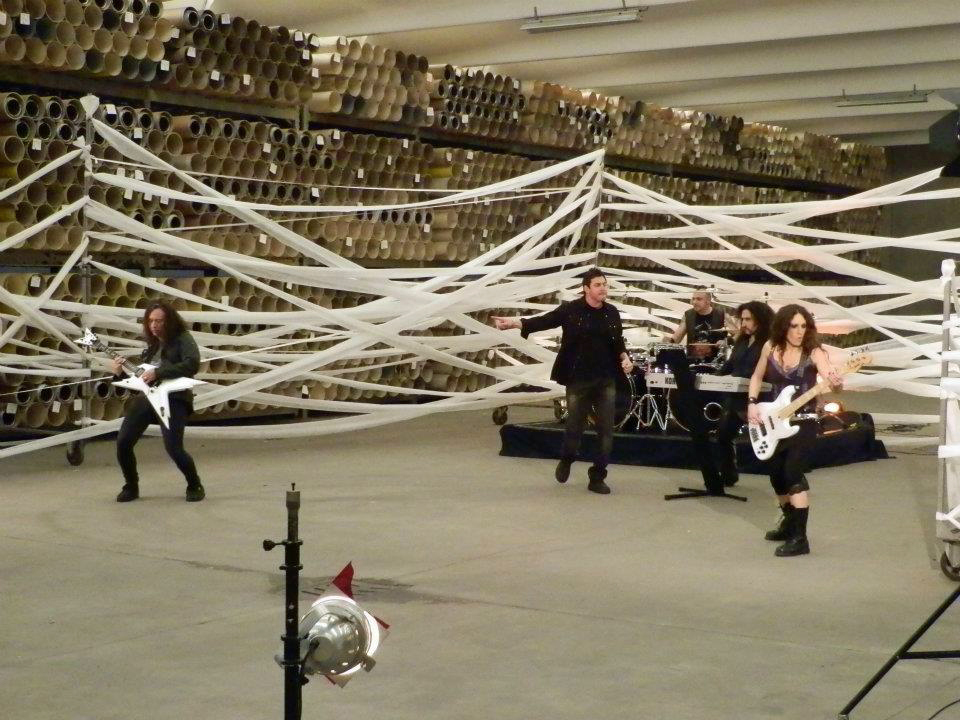
Hardline em gravação para o vídeoclipe de "Fever Dreams" em 2012

Hardline é uma banda criada por dois irmãos, Johnny Gioeli e Joey Gioeli, que tocou antes nas bandas Killerhit e Brunette (que na época era a banda mais top de Hollywood, reunindo o maior público no Gazzarri), depois tocou na banda Gravity, e então retornou à Hardline.  A banda originalmente também incluía o guitarrista Neal Schon do Journey e Bad English, baixista Todd Jensen (ex-Sequel), e baterista Deen Castronovo.  O som do grupo era uma mistura principalmente de glam metal e Rock de Arena. Duas das primeiras músicas do grupo tocaram no filme "Rapid Fire" que estrelou Brandon Lee, o filho do especialista em artes marciais Bruce Lee, a pedido do ator.
Em 2 de Novembro de 1992, a música "In the Hands of Time" do Hardline foi tocada por inteiro durante  durante a filmagem do episódio "princess of Tides" da série de TV Baywatch.
Depois da Hardline ter perdido o apoio pro seu disco, Neal Schon saiu da banda para iniciar vários projetos antes de finalmente voltar a integrar a Journey. O ex-integrante da Jag Panzer e mito da Gravadora Shrapnel Joey Tafolla foi consultado para entrar na banda mas não pôde participar na época por causa do seu trabalho, que consistia basicamente em montar sua empresa de merchandising no sul da Califórnia. Todd Jensen e Deen Castronovo saíram da banda para se juntar aos músicos de apoio de Ozzy Osbourne, apesar de Jensen ter sido substituído por Geezer Butler. Por fim, Deen Castronovo também se uniu ao Journey.
O baixista Bobby Rock tocou no segundo álbum do Hardline, II. Ele já havia tocado antes, por diversas vezes, com os irmãos Gioeli na banda Brunette, substituindo seu baixista original. Eles se conheceram através do antigo companheiro de banda de Rock, Dana Strum da Vinnie Vincent Invasion, que produziu uma das demos da Brunette, na qual Rock tocou bateria. Rock sugeriu a seu amigo, o baixista de Los Angeles Christopher Maloney, que trabalhou antes com Dweezil Zappa, que ficasse com os baixos do álbum II. Devido ao foco de Maloney em promover seu álbum solo Control assim como trabalhar com outros artistas, ele não se juntou à banda no festival "The Gods Festival" em Bradford, Inglaterra em Junho de 2002. O produtor Bob Burch tocou o baixo durante o festival em seu lugar.
O tecladista da Angel Michael T. Ross, um amigo de Tafolla, entrou na banda para II e para o DVD ao vivo. O antigo guitarrista da The Storm, Josh Ramos, foi contratado como guitarrista principal da Hardline no "The Gods Festival," e, quando Tafolla não conseguiu terminar de gravar a guitarra solo de II, foi integrado e, em dois longos dias de muita pressão, gravou a guitarra principal do álbum.
O terceiro álbum de estúdio do Hardline, Leaving the End Open, foi lançado em 17 de Abril de 2009 na Europa e em 19 de Maio nos EUA, após longo atraso. Estava programado inicialmente para ser lançado na primavera de 2006.  O álbum pode ser descrito como um projeto colaborativo entre Gioeli e Ramos, este tendo contribuído significativamente para as letras e conceito do projeto. Em 22 de Dezembro de 2011, Johnny Gioeli confirmou, através do site oficial da gravadora Frontiers Records, que ele e o tecladista e produtor italiano Alessandro Del Vecchio da Edge of Forever e Eden's Curse iriam lançar o quarto álbum de estúdio da Hardline em meados de 2012. Chamado de Danger Zone, a capa do novo álbum mostra um eclipse para comemorar o vigésimo aniversário do álbum de estréia Double Eclipse e foi lançado em 18 de maio de 2012 pela Frontiers Records. Del Vecchio comentou que ele escreveu as letras e música para o disco tendo em mente o vocal de Gioeli, e enviou demos para o presidente da Frontiers, Serafino Perugino, que as enviou para Gioeli, que ficou imediatamente interessado em formar a Hardline de novo. A gravação do vídeo clipe da faixa "Fever Dreams" iniciou em 15 de Abril, e o vídeo final foi lançado em 18 de maio. Através da imprensa oficial da Gravadora Frontiers Records press kit para Danger Zone, Johnny Gioeli e Alessandro Del Vecchio anunciaram que "no momento em que vocês estiverem assistindo a isso, nós já estaremos trabalhando no próximo álbum [álbum]."
Hardline se apresentou ao vivo, pela primeira vez desde o festival "The Gods Festival," no Sweden Rock Festival em 7 de Junho de 2013. O baterista da Axel Rudi Pell, Mike Terrana, e o guitarrista que voltou a Hardline, Josh Ramos, se uniram à banda no lugar de Thorsten Koehne e Francesco Jovino para tocarem dez músicas de todos os quatro álbuns da Hardline, tocando principalmente músicas de Leaving the End Open e Danger Zone ao vivo pela primeira vez. Além disso, a Hardline tocou no décimo aniversário do Festival de Roxck Melódico "Firefest" em Nottingham em 19 de outubro em 2013 como a banda principal. O baterista Mark Cross substituiu Mike Terrana na apresentação, e o o baixista Nikola Mazzucconi substituiu Anna Portalupi.

## Integrantes

### Formação atual
- Johnny Gioeli – vocal
- Josh Ramos – guitarra
- Alessandro Del Vecchio – teclado
- Anna Portalupi – baixo
- Francesco Jovino – bateria

### Ex-membros
- Joey Gioeli – guitarra
- Christopher Maloney – baixo
- Bobby Rock – bateria
- Neal Schon – guitarra
- Deen Castronovo – bateria
- Todd Jensen – baixo
- Joey Tafolla – guitarra

## Discografia
Álbuns de estúdio
- 1992: Double Eclipse
- 2002: II
- 2009: Leaving the End Open
- 2012: Danger Zone
- 2016: Human Nature
- 2019: Life

Álbuns ao vivo
- 2003: Live at the Gods Festival 2002
- 2020: Life Live